# Sophora wightii
Sophora wightii là một loài thực vật có hoa thuộc họ đậu, Fabaceae, là loài đặc hữu của Ấn Độ.